# Kimberley Conrad
Kimberley Conrad (Moulton, Alabama, 6 de agosto de 1962) es una modelo y actriz estadounidense que fue playmate de enero de 1988 de la revista playboy, y posteriormente fue elegida la Playmate del Año 1989. Además de su aparición en la revista también lo hizo en varios videos playboy y ediciones especiales de la revista.

## Vida personal
Ella es, sobre todo conocida por su matrimonio con el fundador de Playboy Hugh Hefner en julio de 1989. Los Hefner tuvieron dos hijos juntos: Marston Glenn Hefner (comparte cumpleaños con su padre: 9 de abril de 1990) y Cooper Bradford Hefner (4 de septiembre de 1991). Después de nueve años de matrimonio, Conrad y Hefner se separaron y después de 11 de la separación, Hefner pidió el divorcio en septiembre de 2009 después de que su hijo menor cumpliera 18 años, el divorcio se materializó en marzo de 2010.
Conrad es vegetariana y ha trabajado con PETA.